# Мигел Монталбан
Мигел Монталбан (на испански: Miguel Montalban) е чилийски рок и блус рок китарист, певец и текстописец.
Мигел Монталбан е роден в град Сантяго де Чиле и дава начало на професионаната си кариера с основаването на групата Andes Empite през 1913 г., която изнася концерт в Милано с около 15 000 зрители. Негов албум е мастериран от Кевин Меткалф, сътруничил на групите Куин, Дюран Дюран, Уайт Страйпс и Дейвид Боуи. Монталбан намира своето признание с многобройните концерти, изнасяни в улични представления в редица европейски столици.
През 2015 г., след като напуска Музикалната академия (Point Blank Music School), в която изучава джазово свирене, заминава за Лондон за да продължи да се изявява като музикант. Там попада в обкръжението на Майк Хрджис и Хайдн Бендъл, с които записва албума Vincint Niclo издаден от Сони Мюзик.

## Дискография
| Reverse Andes Empire feat. Miguel Montalban                   | 2013 | Miguel Montalban Music |
| Inspirations Vol 1                                            | 2015 | No Label               |
| Inspirations Vol 2                                            | 2015 | No Label               |
| Guitar Juicebox                                               | 2017 | Miguel Montalban Music |
| Live and Loud Vienna                                          | 2018 | Miguel Montalban Music |
| Miguel Montalban And the Southern Vultures                    | 2020 | Miguel Montalban Music |
| Beyond Our Eyes                                               | 2020 | Miguel Montalban Music |
| Miguel Montalban And the Southern Vultures Live in Birmingham | 2023 | Miguel Montalban Music |

| Latin Forte                                                        | 2017 | No Label               |
| Sixty Sixty Live Sessions Miguel Montalban & the Southern Vultures | 2018 | Miguel Montalban Music |
| Wander                                                             | 2020 | Miguel Montalban Music |
| Electrifying (Slight Return)                                       | 2022 | Miguel Montalban Music |
| Sunset Paradise                                                    | 2022 | Miguel Montalban Music |